# حزب العمل الاجتماعي
حزب العمل الاجتماعي (بالبرتغالية: Partido Social Trabalhista‏) كان حزبًا سياسيًا في البرازيل.
تأسس الحزب من قبل المنشقين عن حزب العمال البرازيلي في عام 1947. ألغاه النظام العسكري عام 1965، وأعيد تنظيمه عام 1988 قبل أن يندمج مع حزب آخر ليشكل الحزب التقدمي عام 1993. تم إعادة إنشائه أخيرًا في عام 1996، وتعاون بشكل انتخابي مع الحزب الليبرالي الصغير حتى عام 2003.
وفي الانتخابات التشريعية التي أجريت في 6 أكتوبر / تشرين الأول 2002، فاز الحزب بثلاثة مقاعد من أصل 513 مقعدًا في مجلس النواب ولم يحصل على مقاعد في مجلس الشيوخ.